# Апивала, Станисловас Петрович
Станисловас Петрович Апивала (1920—1999) — партизан Великой Отечественной войны, Герой Советского Союза (1945).

## Биография
Станисловас Апивала родился 19 июня 1920 года в деревне Криконис (впоследствии — Швенчёнский район Литовской ССР) в крестьянской семье. По национальности литовец. Получил начальное и среднее образование. Летом 1941 года был эвакуирован, после чего работал в Горьком на заводе «Двигатель революции».
В августе 1942 года Апивала был переброшен через линию фронта. Под его руководством была организована партизанская группа, позднее выросшая в партизанский отряд «Вильнюс». Вступил в ВКП(б) в 1943 году. Был секретарём Швенченского подпольного уездного комитета ВКП(б) Литовской ССР, руководил деятельностью партизан в уезде. Лично уничтожил 7 эшелонов с грузами противника.
Указом Президиума Верховного Совета СССР от 2 июля 1945 года Станисловас Апивала был удостоен высокого звания Героя Советского Союза с вручением ордена Ленина и медали «Золотая Звезда».
После окончания войны Апивала в звании майора был уволен в запас. Работал в министерстве социального обеспечения Литовской ССР. Был депутатом Верховного Совета СССР 2-го созыва (1946—1950). Избран почётным гражданином посёлка Бегомль Витебской области. Умер в 1999 году.
Был также награждён орденами Красного Знамени, Отечественной войны 1-й степени, Трудового Красного Знамени и рядом медалей.